# Cladycnis insignis
Cladycnis insignis là một loài nhện trong họ Pisauridae.
Loài này thuộc chi Cladycnis. Cladycnis insignis được Hippolyte Lucas miêu tả năm 1838.